# Undercover Kitty
Undercover Kitty (en holandés Minoes) es una película holandesa dirigida por Vincent Bal y basada en la novela infantil Minoes de Annie M.G. Schmidt. Se estrenó el 6 de diciembre de 2001.

## Argumento
Una noche, una gata llamado Minoes tropieza con una lata que contiene una sustancia química que ha sido derramada por un camión, y después de beberla se transforma en una mujer. Como humana, ella mantiene sus rasgos felinos, como huir de los perros, maullar en los techos con otros gatos, atrapar ratones, ronronear, y comer peces crudos. Ella pronto conoce a un periodista llamado Tibbe, quien trabaja para el periódico local de la ciudad ficticia de Killendoorn.
Tibbe es muy tímido, y por lo tanto le resulta muy difícil escribir buenos artículos. En un principio, Tibbe no cree que ella sea una gata en forma humana, pero Minoes conoce todo tipo de noticias interesantes sobre los gatos de la ciudad, por lo que no le molesta. A cambio de comida y alojamiento, Tibbe permite a Minoes ayudarlo con su trabajo de periodista encontrando noticias interesantes sobre las cuales escribir. Con la ayuda del Servicio de Periodistas Felinos y todas las noticias que los gatos traen, Tibbe pronto se convierte en el periodista con los mejores artículos.
Sin embargo, hay un artículo importante sobre el cual Tibbe no se atreve a escribir: un artículo sobre el rico Mr. Ellemeet, el dueño de la fábrica de químicos. Todos los miembros de la ciudad lo consideran una persona muy respetable, y un amante de los animales. Pero todos los gatos saben que él no es lo que aparenta. Después de que Minoes finalmente convence a Tibbe de escribir y publicar el artículo, toda la ciudad se vuelve en contra de Tibbie. Él pierde su trabajo y casi es desalojado de su apartamento. Sin embargo, Minoes lo ayuda a establecer una trampa en la cual Ellemeet es filmado disparándole a los gatos y expuesto como el cruel villano que es. Al final, a pesar de que Minoes tiene una oportunidad de regresar a su estado animal comiendo un pinzón real (los cuales supuestamente comen hierbas que pueden curar algunas enfermedades como las de Minoes), ella decide permanecer en su estado humano y quedarse con Tibbe, pues se ha enamorado de él. Al final de la película, la ciudad ve los vídeos que exponen a Ellemeet, y éste intenta huir, pero es atrapado por la comunidad. Los créditos finales revelan que Tibbie y Minoes contraen matrimonio.

## Reparto
- Carice van Houten como Minoes.
- Theo Maassen como Tibbe.
- Sarah Bannier como Bibi.
- Hans Kesting como Harrie de Haringman.
- Olga Zuiderhoek como Mrs. Van Dam
- Jack Wouterse como alcalde Van Weezel.
- Pierre Bokma como Mr. Ellemeet

## Lanzamiento
La película fue un éxito en taquillas, recaudando $4,227,362 en los Países Bajos, $111,858 en Alemania, $34,164 en Austria, y $389,200 en Noruega.  Bajo el título Miss Minoes, Music Box Films lanzó una versión doblada el 23 de diciembre de 2011 en Nueva York y Chicago.